# Marco Santin
Marco Santin (Milano, 11 febbraio 1962) è un conduttore radiofonico italiano, famoso soprattutto per essere uno dei tre componenti della Gialappa's Band, insieme a Giorgio Gherarducci e Carlo Taranto.

## Biografia
È figlio del veronese Federico Santin, illustratore di libri per ragazzi.

Santin fra Giorgio Gherarducci (a sinistra) e Carlo Taranto (a destra), con i quali componeva il trio storico della Gialappa's Band, 1993 circa

Nel 1985 conosce i colleghi della futura Gialappa's Band sulle frequenze dell'emittente Radio Popolare, all'interno di Bar Sport, trasmissione serale che commentava in maniera ironica la giornata calcistica. L'anno seguente il trio commenta i Mondiali di calcio del Messico. Contattati da un dirigente Fininvest, Carlo Taranto, Santin e Giorgio Gherarducci, assieme a Ferrentino, vengono assunti e debuttano su Rete 4 in Un fantastico tragico venerdì, varietà di prima serata in cui raccontano e commentano, con il consueto stile già proposto alla radio, spezzoni di telenovelas sudamericane all'epoca molto seguite.
Il successo delle radiocronache si trasforma in un fenomeno mediatico e ciò porta a una maggiore diffusione: sul circuito Radio Sper (per i mondiali del 1990), e poi su Radio Deejay, dove presentano anche una trasmissione a cadenza settimanale, co-condotta da Roberto Ferrari, dal titolo Quasi Gol. Inoltre Santin collabora con i colleghi come autore a numerosi programmi televisivi di successo come Smile, Candid Camera Show, Il gioco dei 9, I vicini di casa e L'araba fenice.
Nel 1989 nasce il primo programma televisivo totalmente presentato da loro, dal titolo Mai dire Banzai. Il fortunato esito del programma permette loro di proseguire, nel settembre 1990 con Mai dire Gol, trasmissione della durata di circa 25 minuti, in onda la domenica su Italia 1 intorno alla mezzanotte. Dopo una prima stagione senza particolari risultati, il programma acquista sempre maggiore gradimento del pubblico fino a diventare un vero e proprio trampolino di lancio per le carriere di numerosi comici televisivi e teatrali.
In seguito Santin e i colleghi continuano a sperimentare, dividendosi fra radio, televisione e cinema. Assieme a Nicoletta Simeone ha condotto dal 2007 al 2010 il programma radiofonico Grazie per averci scelto, andato in onda su Rai Radio 2 dal lunedì al venerdì dalle 11 alle 12.30. La trasmissione è stata interrotta il 16 giugno per iniziativa del direttore di Radio 2, Flavio Mucciante. La conduzione di Grazie per averci scelto ha consentito a Santin di stabilire un record, quello della presenza in contemporanea su tre emittenti radiofoniche nazionali (oltre alla Rai, Radio DeeJay e Rtl 102.5 con la Gialappa's).
Dal 16 gennaio 2012 conduce Stile libero su R101, dal lunedì al venerdì dalle 13 alle 15, insieme a Giorgio Gherarducci e Flavia Cercato.
È tifoso dell'Inter e simpatizzante della squadra inglese del Crystal Palace.
È sposato con l'ex "letteronza" Elisabetta Liberale, con cui ha avuto due figli.

## Libri
- Andrea Amato, Gialappa's Band, Mai dire noi. Tutto quello che non avreste voluto sapere, Mondadori, 2022.